# 云台镇 (平昌县)
云台镇，是中华人民共和国四川省巴中市平昌县下辖的一个乡镇级行政单位。2020年5月，将原澌滩镇四坪社区、观南社区、金银村、海山村、三凤村、高顶村、河溪村2至3组所属行政区域划归云台镇管辖。

## 行政区划
云台镇下辖以下地区：
铺垭社区、老官庙社区、铺垭村、石城村、红锣村、鞍山村、中嘴村、龙尾村、胜利村、南马村、福乐村、金山村、永兴村、庙垭村、洗滩村、五台村、小宁村和碗山村。